# باول جيجير
باول جيجير هو موسيقي وملحن وعازف كمان سويسري، ولد في 30 أغسطس 1952 في هيراسايو في سويسرا.

## وصلات خارجية
- باول جيجير على موقع IMDb (الإنجليزية)
- باول جيجير على موقع ميوزك برينز (الإنجليزية)
- باول جيجير على موقع ديسكوغز (الإنجليزية)
- باول جيجير على موقع قاعدة بيانات الفيلم (الإنجليزية)